# 고가네촌 (이시카와현)
고가네촌(小金村)은 이시카와현 가호쿠군에 있던 촌이다. 현재의 가나자와시 중부, 히가시카나자와역 인근에 해당한다.

## 역사
- 1889년 4월 1일 - 정촌제 시행에 의해 가호쿠군 고가네촌이 성립하였다.
- 1907년 8월 10일 - 사카이촌, 나카구치촌, 가나가와촌과 합병해 고사카촌이 성립하였다.

## 교통

### 철도
- 일본국유철도 호쿠리쿠 본선 : 단 촌역을 국유철도 호쿠리쿠선(현 호쿠리쿠 본선)이 통과했지만 역은 소재하지 않았다. 현재는 히가시카나자와 역이 관리하고 있다.